# The Devil Wears Prada
The Devil Wears Prada — американская металкор-группа из города Дейтон. Группа появилась на свет через два года после издания одноимённой книги, но до выхода фильма. На текущий момент записали 8 альбомов: «Dear Love: A Beautiful Discord», «Plagues», «With Roots Above and Branches Below», «Dead Throne», «8:18», «Transit Blues», «The Act» и «Color decay».

## История

### Формирование и первый альбом (2005-2006)
The Devil Wears Prada была основана в 2005 году в Дейтоне, штат Огайо;  они получили название своей группы от одноименной книги, вышедшей двумя годами ранее, но до выхода фильма 2006 года. Вскоре к группе присоединились ритм-гитарист Джереми ДеПойстер и басист Энди Трик. Они продолжали играть на местных площадках в Дейтоне, а позже в том же году записали демо под названием Patterns of a Horizon.
Через год после того, как группа записала свое демо и попробовала для звукозаписывающих компаний, Rise Records заключила с группой контракт. Группе не понравилось демо, поэтому они перезаписали все треки из демо для своего дебютного полноформатника Dear Love: A Beautiful Discord. Альбом был записан с Джоуи Стерджисом в студии The Foundation Recording Studio в Коннерсвилле, штат Индиана, и выпущен 22 августа 2006 года. Последний трек пластинки включает гостевой вокал, любезно предоставленный Коулом Уоллесом, который был участником рок-группы Gwen Stacy. С выпуском альбома группа начала гастролировать по нескольким регионам страны, в первую очередь на фестивале Cornerstone в 2006 году после того, как они были признаны новой ключевой музыкальной группой для христианского метала.

### Plagues (2007-2008)
С первым альбомом, выпущенным в конце лета 2006 года, у The Devil Wears Prada уже были песни для второго альбома, подготовленные к зиме того же года. С того времени и до весны 2007 года запись второго альбома группы Plagues завершилась к лету и была выпущена ровно год спустя. Демо-версия их песни "HTML Rulez D00d" была размещена на профиль группы на Myspace 1 января 2007 года для продвижения пластинки, а 11 июля сайт для новостей метала AbsolutePunk начал транслировать свою песню «Don't Dink and Drance», что привело к дальнейшей популярности группы.
Песни из альбомов «HTML Rulez D00d» и «Hey John, What's Your Name Again?» были выпущены как два сингла с альбома, оба на которых сняли клипы, которые транслировались по телеканалам, таким как MTV и Fuse. Plagues заняли 57-е место в Billboard 200 8 сентября 2007 года и считались большим успехом с момента своего первого выпуска, продав более чем на 30 000 копий больше, чем их первый альбом Dear Love: A Beautiful Discord. Позже в том же году группа дала интервью East Coast Romper и заявила, что их основное влияние оказали Underoath и Still Remains. Группа записала кавер на рэп-песню «Still Fly», изначально написанную и исполненную Big Tymers, кавер-версия песни была выпущена на сборнике Punk Goes Crunk.

### With Roots Above and Branches Below (2008–2010)

Состав группы 2005-2012. Слева-направо: Дэниел Уильямс, Энди Трик, Майк Граника, Джеймс Бани, Джереми ДеПойстер и Крис Руби

The Devil Wears Prada начали сочинять и записывать свой третий альбом With Roots Above and Branches Below после участия в Warped Tour 2008 года. Перед записью и продюсированием вокалист Майк Граника заявил: «Ожидайте гораздо более тяжелую и эпическую запись». Клавишник Джеймс Бани также объявил, что их новый альбом будет более механическим, но по-прежнему будет содержать тот же особый стиль, тогда как барабанщик Дэниел Уильямс заявил, что новый альбом будет «безумнее и диче», чем их предыдущие альбомы. Осенью 2008 года они представили песню с грядущего альбома во время тура с Underoath, The Famine, Saosin, POS и Person L. Они также выступили в рамках Warped Tour 2009 года в поддержку релиза With Roots Above и Branches Below. 13 марта группа выпустила песню из альбома перед его выпуском под названием «Dez Moines». Также перед выпуском покупателю была предоставлена возможность получить несколько предварительно заказанных пакетов. Одна покупка, включающая альбом, DVD и футболку, также включает карту с кодом, позволяющим покупателю загрузить «Dez Moines» и «Assistant to the Regional Manager». Группа запустила свой официальный сайт и выпустила альбомы With Roots Above и Branches Below, оба в одно и тот же день - 5 мая 2009 года. Продажи альбома были очень удовлетворительными, что позволило ему после выпуска занять 11-е место в Billboard 200 среди лучших альбомов.
Помимо выступления на главной сцене Warped Tour 2009, The Devil Wears Prada также выступили на фестивале iMatter в Эльмире, штат Нью-Йорк. 13 июня они впервые на концерте исполнили песню «Danger: Wildman». Вокалист Майк Граника управлял компанией по производству одежды под названием Shipshape Roolz Clothing, в которой он спонсировал и поддерживал группы. Часть денег от масштаба Shipshape была пожертвована благотворительным организациям, таким как Skate 4 Cancer. По состоянию на 29 сентября 2009 линия одежды была закрыта, а ее интернет-магазин изменил название на Traditiona из-за юридических проблем. С 23 ноября по 21 декабря 2009 года группа гастролировала с All That Remains, а с 4 февраля по 21 марта 2010 года они были включены в тур, которым правил Killswitch Engage и был открыт Dark Tranquility.

### Zombie EP и Dead Throne (2010–2013)
В интервью в начале апреля с Люси Альбертс из Alternative Press группа рассказала, что они записывают EP перед тем, как начать свой тур Back to the Roots. EP был описан как забавный релиз с жестокими песнями в духе того, что в конечном итоге станет грядущим студийным альбомом группы. Тур группы Back to the Roots Tour был представлен Rockstar Games. Майк Граника заявил: «Одним из основных элементов тура Back to the Roots Tour является исполнение нескольких песен Dear Love, которые мы давно не играли и, вероятно, не будем играть в ближайшее время». 11 июня было объявлено, что запись EP завершена, название для него было раскрыто как Zombie и было выпущено 23 августа. После завершения и анонса EP группа начала свой тур Back to the Roots Tour 25 июня, как и планировалось.
Было подтверждено, что грядущий полноформатный альбом не будет концептуальным - как их предыдущая работа над Zombie EP - но будет иметь общую тему, сосредоточенную на идолопоклонство, которое, по словам Граники, давило на него в последнее время. 13 июня Alternative Press начала транслировать трек под названием «Born to Lose», дебютирующий с грядущего альбома, и в том же месяце группа подписала контракт с Roadrunner Records. Граника поделился своим мнением о новом материале, заявив, что он будет содержать «тяжелые аспекты Zombie EP, переплетенные с мелодией полноформатных альбомов». «Born to Lose» захватывает некоторые из этих элементов и служит подробное превью к альбому». Он закончил свои комментарии словами: «Во что бы то ни стало, я бы назвал его нашим самым эмоциональным, хорошо написанным альбомом на сегодняшний день».
Альбом получил название Dead Throne и был выпущен 13 сентября 2011 года на лейбле Ferret Music. С тех пор он имел успех у критиков и коммерческий успех, достигнув 10-го места в Billboard 200, продав 32 420 копий за первую неделю. Dead Throne также возглавил чарты христианских альбомов, а также занял 3-е место в чартах альбомов рок и хард-рок.
Группа приняла участие в туре Mayhem Festival в начале 2012 года с Slayer, Slipknot и As I Lay Dying. Во время этого тура 22 февраля 2012 года группу покинул клавишник Джеймс Бани. Группа выпустила альбом на DVD под названием Dead and Alive 26 июня 2012 года.

### 8:18 (2013–2015)

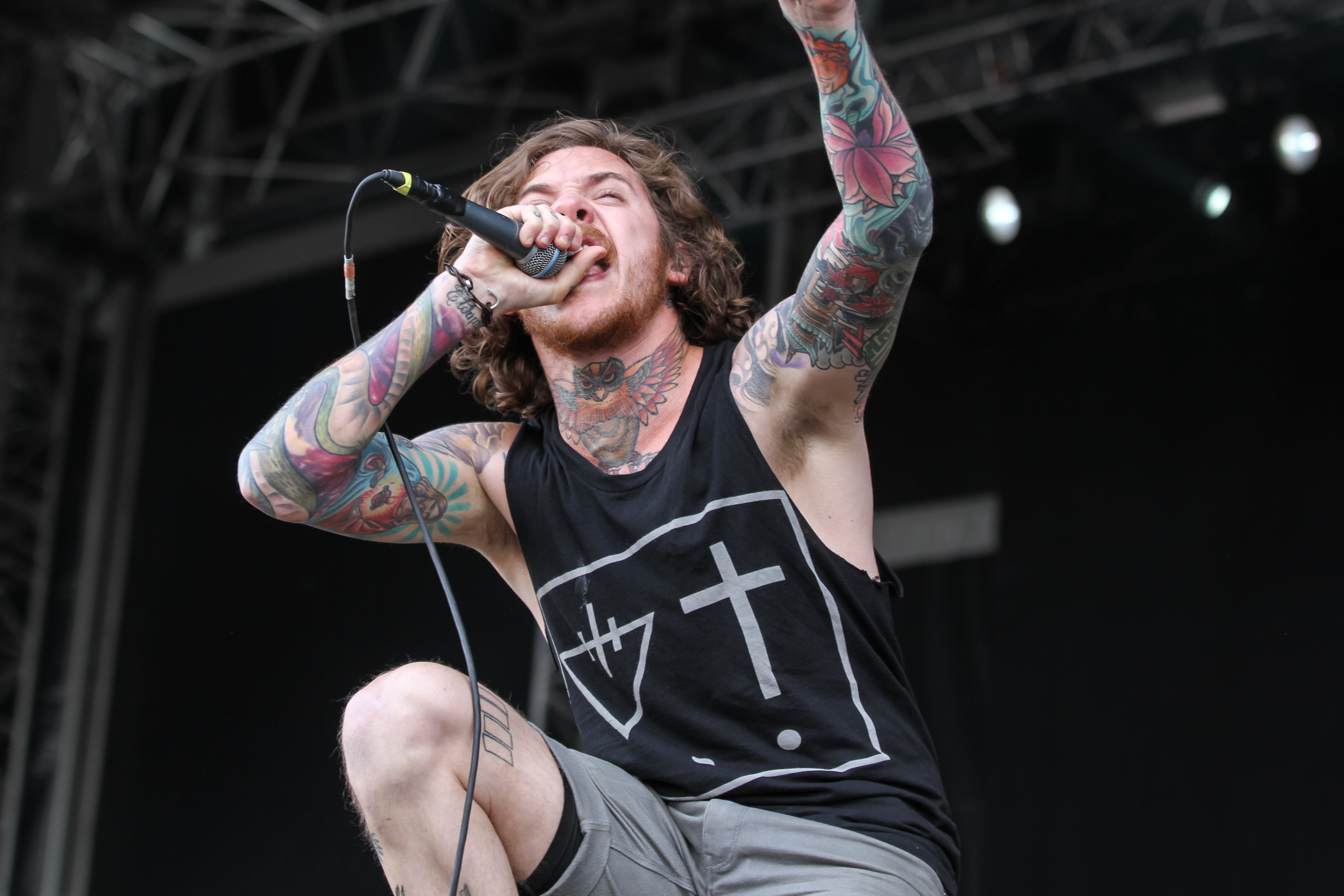
Вокалист Майк Граника в 2013

25 января 2012 года Майк Граника объявил в интервью Noisecreep, что группа работает над своим пятым альбомом и что альбом будет более мрачным, чем Dead Throne, лирически более грустным и несчастным. Граника также заявил, что гитарист Крис Руби придумал абсолютно беспощадный материал. Далее Граника прокомментировал, что он очень разочарован клавишными партиями, над которыми они работали после ухода Джеймса Бэйни, описывая их как «очень мрачные и интенсивные».
20 февраля 2013 года группа объявила, что гитарист Крис Руби пропустил ближайший тур группы с As I Lay Dying, чтобы позаботиться о своем новорожденном ребенке. Сэмюэл Пеннер из For Today и In the Midst of Lions был временной заменой Руби.
В Facebook группы было объявлено, что название нового альбома будет 8:18, который был выпущен 17 сентября 2013 года. Предварительные заказы начались 30 июля 2013 года и включали треки «Home for Grave» и «Martyrs». Лирик-видео «Martyrs» было выпущено 30 июля 2013 года на Rolling Stone и опубликовано 31 июля 2013 года на официальной странице группы на Ютубе. В начале 2014 года было объявлено, что группа будет гастролировать в рамках Warped Tour 2014 на одной из основных сцен.

### Смена лейбла, нестабильность в составе и Transit Blues (2015–2018)
7 марта 2015 года группа ушла из Rise Records. Десять дней спустя они объявили об уходе соло-гитариста Криса Руби и о выпуске нового EP под названием Space. 14 марта группа отправилась в тур, посвященный пятилетнему юбилею их EP Zombie. Группа исполнила «Supernova», и выпустила ее 18 июня, за ней последовала еще одна песня под названием «Alien» 4 августа. Перед выпуском EP Граника объявил, что у них появился новый гитарист по имени Кайл Сайпресс, бывший гитарный техник группы. Сам космический EP был выпущен 21 августа. 20 августа группа представила видеоклип на вступительный трек "Planet A". 2 июля 2016 года группа рассталась с барабанщиком Дэниелом Уильямсом.
15 июля 2016 года группа выпустила новую песню вместе с видеоклипом под названием «Daughter». 18 июля 2016 года, всего через пару дней после выпуска «Daughter», группа объявила, что их новый альбом Transit Blues выйдет 7 октября 2016 года. Позже группа выпустила видео на песню «To the Key of Evergreen». Альбом Transit Blues, был выпущен 7 октября 2016. Когда его спросили о добавлении Джузеппе Каполупо в качестве официального члена, Граника заявил: «Я полностью считаю, что это постоянная замена, если дела пойдут хорошо». В 2017 году группа отправилась в тур с Anthrax и Killswitch Engage под названием «Killthrax Tour». 24 сентября 2018 года они подписали контракт с Solid State Records.

### The Act, ZII и Color Decay (2019 – настоящее время)
В 2019 году Геринг и Каполупо присоединились к группе в качестве официальных участников. Они приступили к записи своего нового альбома, а Геринг вместе с продюсером Сонни ДиПерри обеспечил написание песен и продюсирование. 23 августа 2019 года группа выпустила первый сингл «Lines of Your Hands» со своего седьмого студийного альбома The Act, который вышел 11 октября 2019 года. В тот же день группа раскрыла обложку альбома. и список треков. 13 сентября ребята представили второй сингл «Please Say No». Через четырнадцать дней после выхода «Please Say No», был опубликован третий сингл «Chemical». Сингл транслировался по христианскому радио, достигнув 47 места в чарте Billboard Hot Christian Songs.
23 сентября 2020 года группа выпустила эпизод своего подкаста, в котором они обсудили уход басиста Энди Трика из группы и его замену, бывшего гастролирующего басиста Мэйсона Наги. 7 апреля 2021 года были объявлены название, обложка и трек-лист нового EP под названием ZII. 23 апреля вышел первый сингл EP "Termination". 14 мая, за неделю до выхода EP, группа выпустила второй сингл «Nightfall».
29 сентября группа выпустила свой первый сингл после ZII под названием "Sacrifice" вместе с музыкальным видео. 3 февраля 2022 года группа представила второй сингл «Watchtower» и соответствующее музыкальное видео. 7 июня вышел третий сингл «Salt». В то же время они объявили, что их восьмой студийный альбом Color Decay выйдет 16 сентября 2022 года. 26 июля группа выпустила четвертый сингл «Time» вместе с видеоклипом. 13 сентября, за три дня до выхода альбома, группа выпустила пятый и последний сингл «Broken». 16 марта 2023 года группа выпустила шестой сингл "Reaching", а также анонсировала роскошное издание альбома, которое вышло 5 мая 2023 года. В то же время группа официально раскрыла обложку альбома и название. список треков. 21 апреля вышел их седьмой сингл «Ignorance».

## Состав
Текущие участники
- Майк Граника (англ. Mike Hranica) — скриминг, тексты, гитара (2005 — настоящее время)
- Джереми ДеПойстер (англ. Jeremy DePoyster) — ритм-гитара, чистый вокал (2005 — настоящее время)
- Кайл Сайпресс (англ. Kyle Sipress) — соло-гитара, бэк-вокал (2015 — настоящее время)
- Джузеппе Каполупо – ударные (2019 — настоящее время; концертный участник 2016-2019)
- Джонатан Геринг[4] – клавишные (2019 — настоящее время; концертный участник 2012-2019)
- Мэйсон Наги[5]  –  бас-гитара (2019 — настоящее время)

Бывшие участники
- Джеймс Бани - клавишные (2005-2012)
- Крис Руби (англ. Chris Rubey) — соло-гитара (2005—2015; перерыв 2013-2015)
- Дэниэл Уильямс (англ. Daniel Williams) — ударные (2005—2016)
- Энди Трик - бас-гитара (2005-2019; перерыв 2018-2019)

Бывшие сессионные участники
- Сэмюэл Пеннер[6] – соло-гитара (2013)

Временная шкала

## Дискография

### Альбомы
| Название                            | Дата выхода      | Лейбл               |
| ----------------------------------- | ---------------- | ------------------- |
| Dear Love: A Beautiful Discord      | 22 августа 2006  | Rise Records        |
| Plagues                             | 21 августа 2007  | Rise Records        |
| With Roots Above and Branches Below | 5 мая 2009       | Ferret Music        |
| Dead Throne                         | 13 сентября 2011 | Ferret Music        |
| 8:18                                | 11 сентября 2013 | Roadrunner Records  |
| Transit Blues                       | 7 октября 2016   | Rise Records        |
| The Act                             | 11 октября 2019  | Solid State Records |
| Color Decay                         | 16 сентября 2022 | Solid State Records |

EP
- Zombie EP (2010)
- Space EP  (2015)
- Chemical EP(2019)
- ZII EP (2021)

Демо
- Patterns of a Horizon (2005)

## Видеография
- «Gauntlet of Solitude» (2006)
- «Dogs Can Grow Beards All Over» (2006)
- «Hey John, What’s Your Name Again?» (21 ноября 2007 года)
- «HTML Rulez d00d» (10 июля 2008 года)
- «Danger: Wildman» (4 августа 2009 года)
- «Assistant To The Regional Manager» (5 марта 2010 года)
- «Outnumbered» (2011 год)
- «Born To Lose» (2011 год)
- «Dead Throne» (2012 год)
- «Mammoth» (2012 год)
- «First Sight» (2013)
- «Sailor’s Prayer» (2014 год)
- «War» (17 декабря 2014 год)
- «Planet A» (20 августа 2015 года)
- «Alien» (13 ноября 2015)
- «Daughter» (15 июля 2016 года)
- «To the Key of Evergreen» (26 сентября 2016 года)